# Ignacio Suárez Llanos
Ignacio Suárez Llanos (ur. 31 lipca 1830 w Gijón, zm. 25 grudnia 1881 w Madrycie) – hiszpański malarz i ilustrator, specjalizował się w portretach.
Jako młody człowiek przeniósł się do Madrytu, miasta, w którym mieszkał aż do śmierci. Tam rozpoczął naukę w Królewskiej Akademii Sztuk Pięknych św. Ferdynanda i w Wyższej Szkole Malarstwa, będąc uczniem Bernarda Montañésa i Federica Madrazo. Otrzymał także stypendium, aby kontynuować naukę w Rzymie.
Specjalizował się w portrecie i niewielkich scenach rodzajowych. Sportretował wiele prominentnych postaci z jego epoki, m.in. królową Marię Krystynę, polityka Práxedes Mateo Sagasta, historyka Emilia Castelara i artystę ceramika Daniela Zuloagę. Brał udział w edycjach hiszpańskiej Krajowej Wystawie Sztuk Pięknych wystawiając portrety, obrazy rodzajowe i historyczne. W 1860 zdobył III nagrodę. 
W 1880 został mianowany członkiem Akademii św. Ferdynanda, jednak nie zdążył objąć stanowiska, gdyż zmarł rok później.

## Wybór portretów

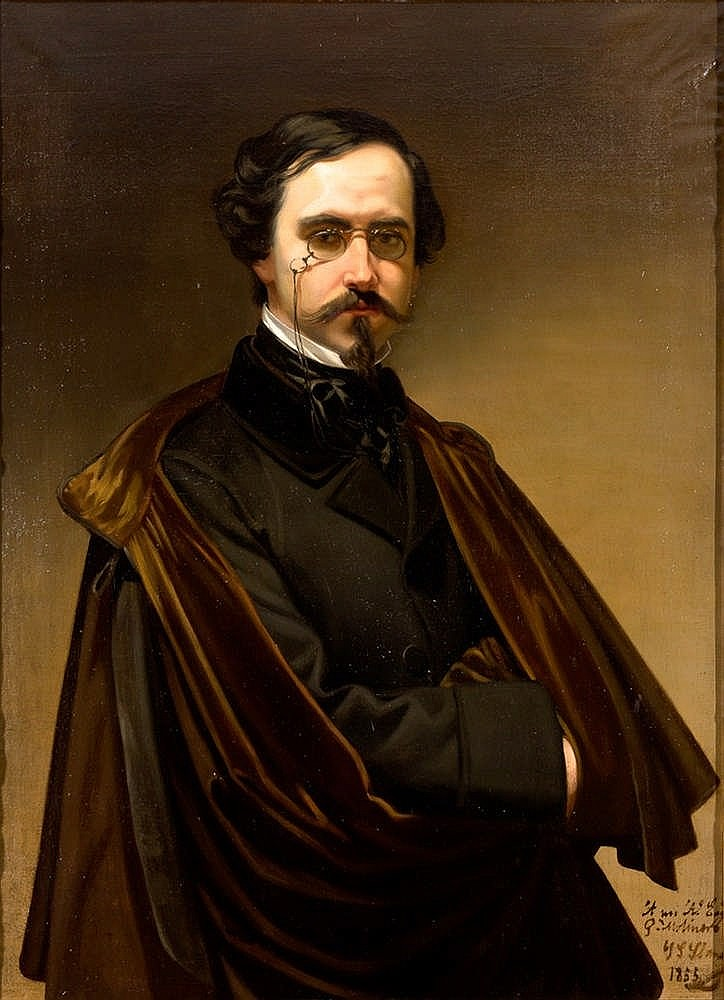
Portret dżentelmena
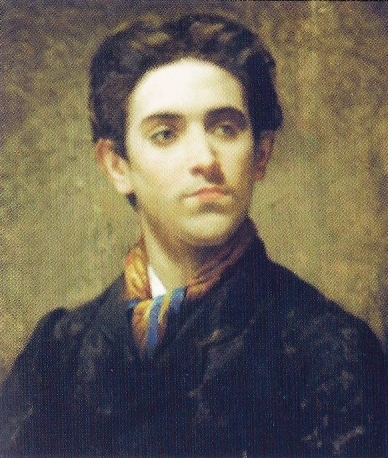
Daniel Zuloaga
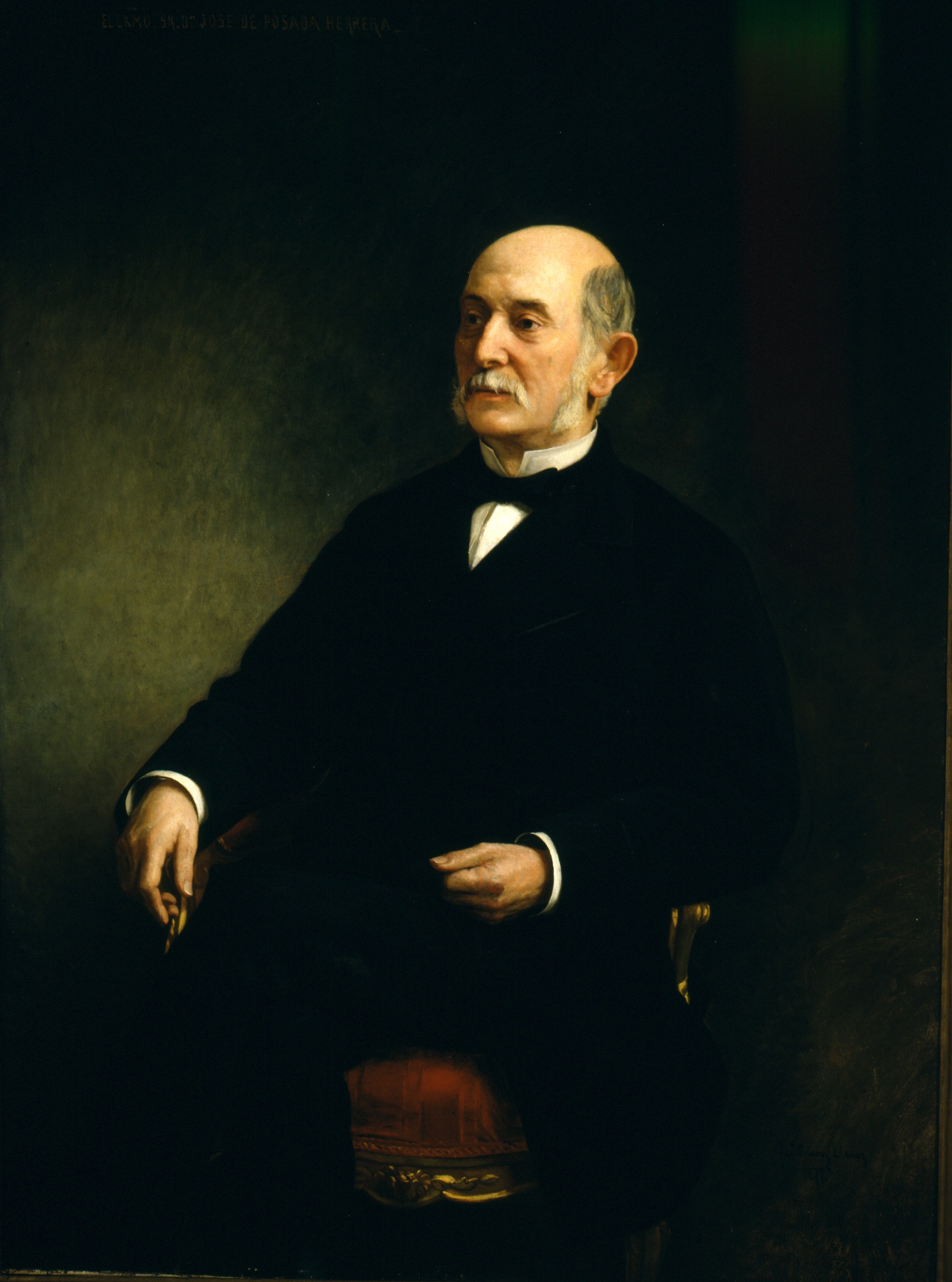
José Posada Herrera
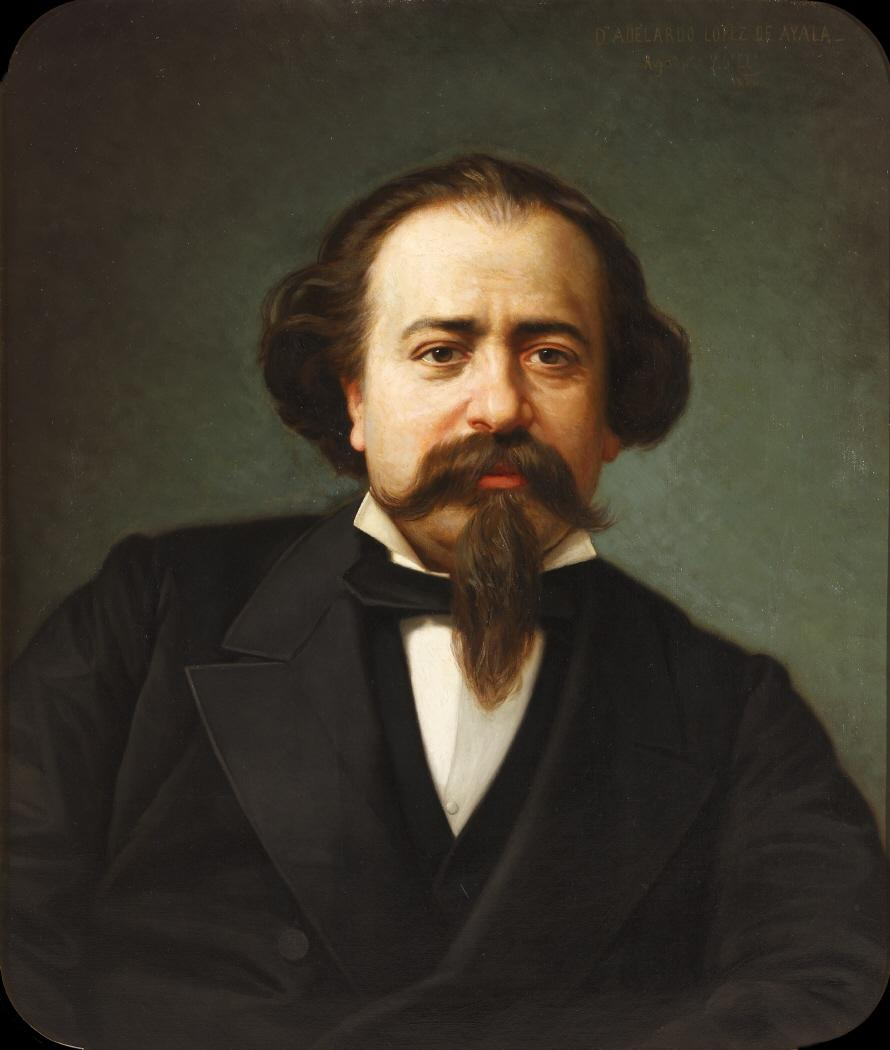
Adelardo López de Ayala